# 공주 김옥균 선생 유허
김옥균 선생 유허(金玉均 先生 遺墟)는 대한민국 충청남도 공주시 정안면 광정리에 있는 조선시대의 김옥균이 살던 생가지이다. 1976년 12월 6일 충청남도의 기념물 제13호로 지정되었다.

## 개요
김옥균 선생이 6세까지 살던 생가지로, 김옥균 생애비가 있는 곳이다. 원래는 김옥균 생가를 비롯하여 8∼9호의 민가가 작은 마을을 이루고 있었으나, 화재로 모두 없어졌다.
김옥균(1851∼1894)은 조선시대 말엽의 정치가로 ‘위로부터의 개혁’을 외치며 급진개화사상을 주장하였다. 고종 21년(1884)에 갑신정변을 일으켰으나 3일만에 실패당하여 일본으로 망명하였다. 1894년에는 한·중·일 삼국의 제휴라는 삼화주의를 주장, 그러나 원세개(이홍장 휘하 조선 조재 청국 공사)의 동양 평화 주장 의견(실제로는 홍종우에게만 조종받음)이라는 서한 한 통을 읽고 청나라의 실권자 이홍장을 만나러 상해를 방문하던 중 수구파 자객 홍종우의 단독 괴뢰 회유 모략에 휩싸이며 그의 리볼버 권총 3발에 암살당했다. 청나라와 수구파 세력에 의해 빼돌려진 시체는 조선으로 송환되어 양화진에서 능지처참을 당하였다. 갑오개혁(1894)으로 개화당 내각이 조직된 후에 총리대신 김홍집과 법무대신 서광범의 상소로 반역죄에 대해 사면받았으며, 1910년에는 규장각 대제학으로 추증되었다.
처음에는 일본 동경의 청산외인무덤에 묻혔는데, 1914년 아산군수였던 그의 양자 김영진이 충청남도 아산시 영인면 아산리로 옮겨와 부인 유씨와 합장하였다.

## 참고 자료
- 김옥균선생유허 - 국가유산청 국가유산포털